# Bryobia macedonica
Bryobia macedonica är en spindeldjursart som beskrevs av Hatzinikolis och Panou 1996. Bryobia macedonica ingår i släktet Bryobia och familjen Tetranychidae. Inga underarter finns listade.